# 貝倫峰
46°34′32″N 9°13′54.8″E / 46.57556°N 9.231889°E

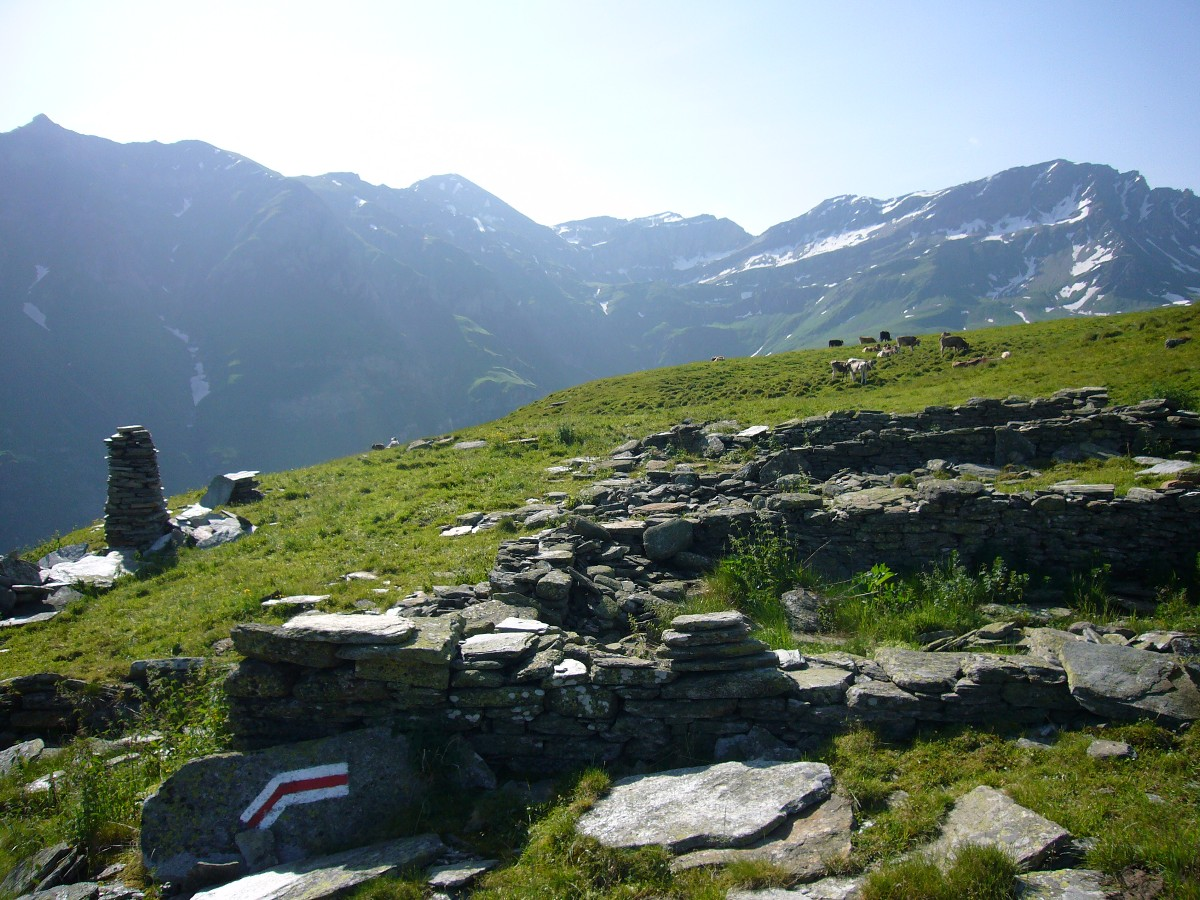

貝倫峰（Bärenhorn），是瑞士的山峰，位於該國東南部，由格勞賓登州負責管轄，屬於勒蓬廷阿爾卑斯山脈的一部分，海拔高度2,929米，每年平均降雨量1,929毫米。

## 外部連結
- Bärenhorn on Hikr （页面存档备份，存于）